# 유게정 (에히메현)
유게정(弓削町)은 에히메현의 도요지방에 있던 정이며, 오치군에 속했다.

## 지리
게이요 제도의 유미게 섬, 사도, 도요시마, 모모누키 섬의 4개 섬으로 이루어진 정이다. 정사무소는 유게섬에 있었다(현재의 우에시마 정사무소).

## 역사
- 1889년 12월 15일 - 정촌제 시행에 의해 유게촌이 성립하였다.
- 1895년 9월 12일 - 유게촌에서 우오시마촌이 분리되었다.
- 1953년 1월 1일 - 정으로 승격해 유게정이 되었다.
- 2004년 4월 1일 - 이키나촌, 이와기촌, 우오시마촌과 합병해 유게정이 되었다.